# Jacques Sernas
Jacques Sernas lub Jack Sernas, właśc. Jokūbas Bernardas Šernas (ur. 30 lipca 1925 w Kownie, zm. 3 lipca 2015 w Rzymie) – francuski aktor filmowy litewskiego pochodzenia.

## Życiorys

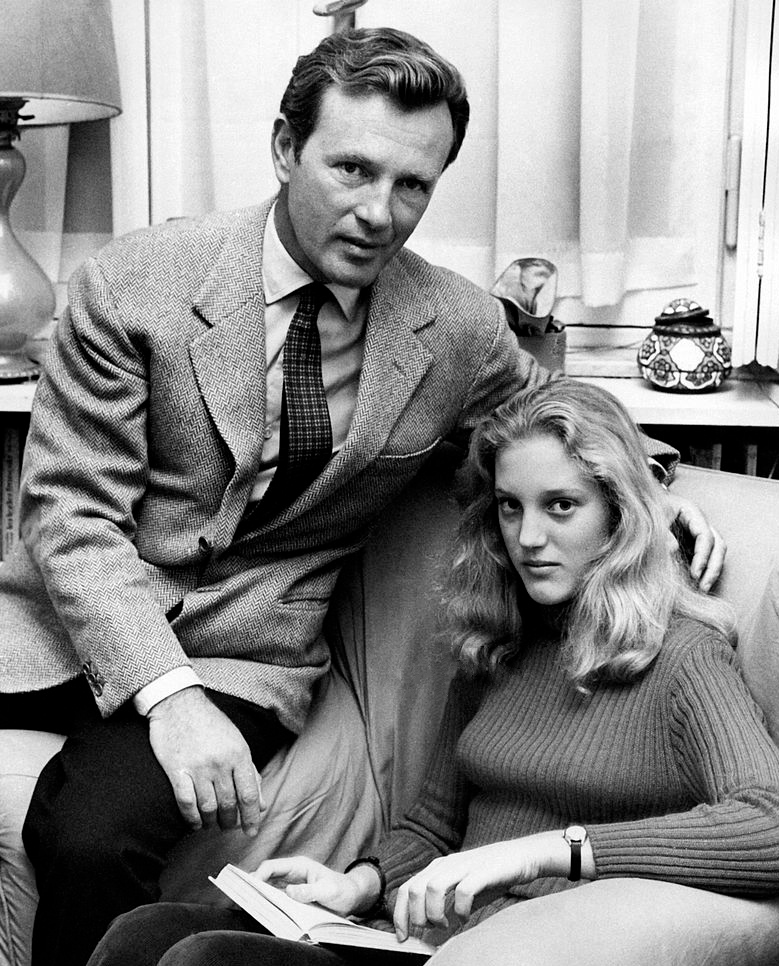
Jacques Sernas z córką Francescą (Rzym, 1971)

Był synem litewskiego działacza społecznego i jednego z sygnatariuszy Aktu Niepodległości Litwy z 1918 roku Jokūbasa Šernasa (1888–1926) i jego drugiej żony Very Fainberg. Gdy miał rok zmarł jego ojciec. Wyjechał z matką do Paryża, gdzie po raz drugi wyszła za mąż.
Podczas II wojny światowej brał udział w ruchu oporu, został aresztowany i uwięziony w obozie koncentracyjnym Buchenwald (KL). Następnie studiował, pracował jako dziennikarz, a także uprawiał boks. W 1946 roku został akredytowany jako dziennikarz na procesie w Norymberdze.
Począwszy od 1947 roku zaczął występować jako aktor, szczególnie w filmach francuskich i włoskich. Występował m.in. jako Stefan w filmie Pietra Germiego Stracona młodzież (1947), Max w filmie Ronalda Neame’a Golden Salamander (1950), Parys w filmie Roberta Wise’a Helena Trojańska (1956), Gwiazdor w filmie Federica Felliniego Słodkie życie  (1960), kardynał Maurice Feltin w filmie telewizyjnym Ojciec Giovanni – Jan XXIII (2002) oraz jako biskup Paul Marcinkus w miniserialu Jan Paweł I – uśmiech Boga (2006).
Był dwukrotnie żonaty – w 1955 roku wziął ślub z dziennikarką Marią Stellą Signorini, a w 2001 roku ożenił się z Mariną de Santis. Miał córkę Francescę (ur. 1956).